# トカトントン
「トカトントン」は、太宰治の書簡体形式の短編小説。

## 概要
| 初出     | 『群像』1947年1月号                        |
| 単行本   | 『ヴィヨンの妻』（筑摩書房、1947年8月5日） |
| 執筆時期 | 1946年11月上旬完成（推定）                 |
| 原稿用紙 | 35枚                                       |

太宰の妻美知子は本作品について次のように述べている。
「二十一年の秋頃、帰京を控へて、金木で書きました。金木で書いた最後の作品ではないかと思ひます。東京に帰つてから、M市居住のHといふ方が尋ねてこられたとき、あの人の手紙からヒントを得て、『トカトントン』を書いたのだと私に語りました」
「M市居住のHといふ方」とは、水戸市に住んでいた保知勇二郎のことである。1946年（昭和21年）7月頃、復員青年だった保知は疎開先の太宰にファンレターを何通も送っていた。保知は太宰治全集の月報の中で「『トカトントン』のトンカチの音のことを、私は手紙の何通目かに書きました。しかし太宰さんの創作とちがって、当時の私は幻聴に悩まされているとは書きませんでした」と述べている。

## あらすじ
若者である「私」は、好んで読んでいた作品の「某作家」へと悩み相談にも似た身の上話を記した手紙を送る。
敗戦を迎え「私」は、軍人としては徹底抗戦してお国のために死ぬべきという若い中尉の演説に心揺さぶられるが、その時どこからか聞こえてきた「トカトントン」という金槌の音を聞いた途端に何故か熱意も感慨も消え失せ、白々しくなってしまう。
それからの「私」は、小説を書こうと思い立ったり、仕事も恋愛も奮闘しようとするも、熱意が絶頂になろうとする度に「トカトントン」が聞こえてきて、どうでもよくなってしまう。この「トカトントン」は一体なんなのだろうか、という内容だった。
この手紙に対し「某作家」は気取った悩みであると一蹴し、マタイ十章・二八を引用して、このイエスの言に霹靂を感ずることができれば「私」の幻聴は止むはずだと締める。